# Чорне сонце (фільм, 1970)
«Чорне сонце» (рос. «Чёрное солнце») — білоруський радянський художній фільм 1970 року режисера Олексія Спєшнєва.
У зйомках брали участь радянські актори африканського походження і громадяни тридцяти країн Африки.

## Сюжет
Про трагічну долю конголезького лідера Патріса Лумумби через спогади загиблих героїв, що опинилися жертвами політичних інтриг...

## У ролях
- Микола Гринько
- Джемма Фірсова
- Боб Цимба
- Анатолій Іванов
- Арен Рейно
- Тіто Ромаліо
- Роберт Росс

## Творча група
- Сценарій: Олексій Спєшнєв
- Режисер: Олексій Спєшнєв
- Оператор: Юрій Марухін
- Композитор: Лев Солин